# Ealing Common
Ealing Common – stacja w Londynie, w dzielnicy Ealing obsługująca pociągi metra linii Piccadilly oraz District. Znajduje się w trzeciej strefie biletowej. Sąsiednie stacje linii Piccadilly to Acton Town oraz North Ealing, natomiast dla District line to Acton Town i Ealing Broadway.
Stacja posiada 2 perony obsługujące obie linie. Została otwarta 1 lipca 1879 przez Metropolitan District Railway (obecnie District line) na nitce z Turnham Green do Ealing Broadway. Stacja zanim otrzymała obecną nazwę, nazywała się Ealing Common and West Acton.

## Galeria

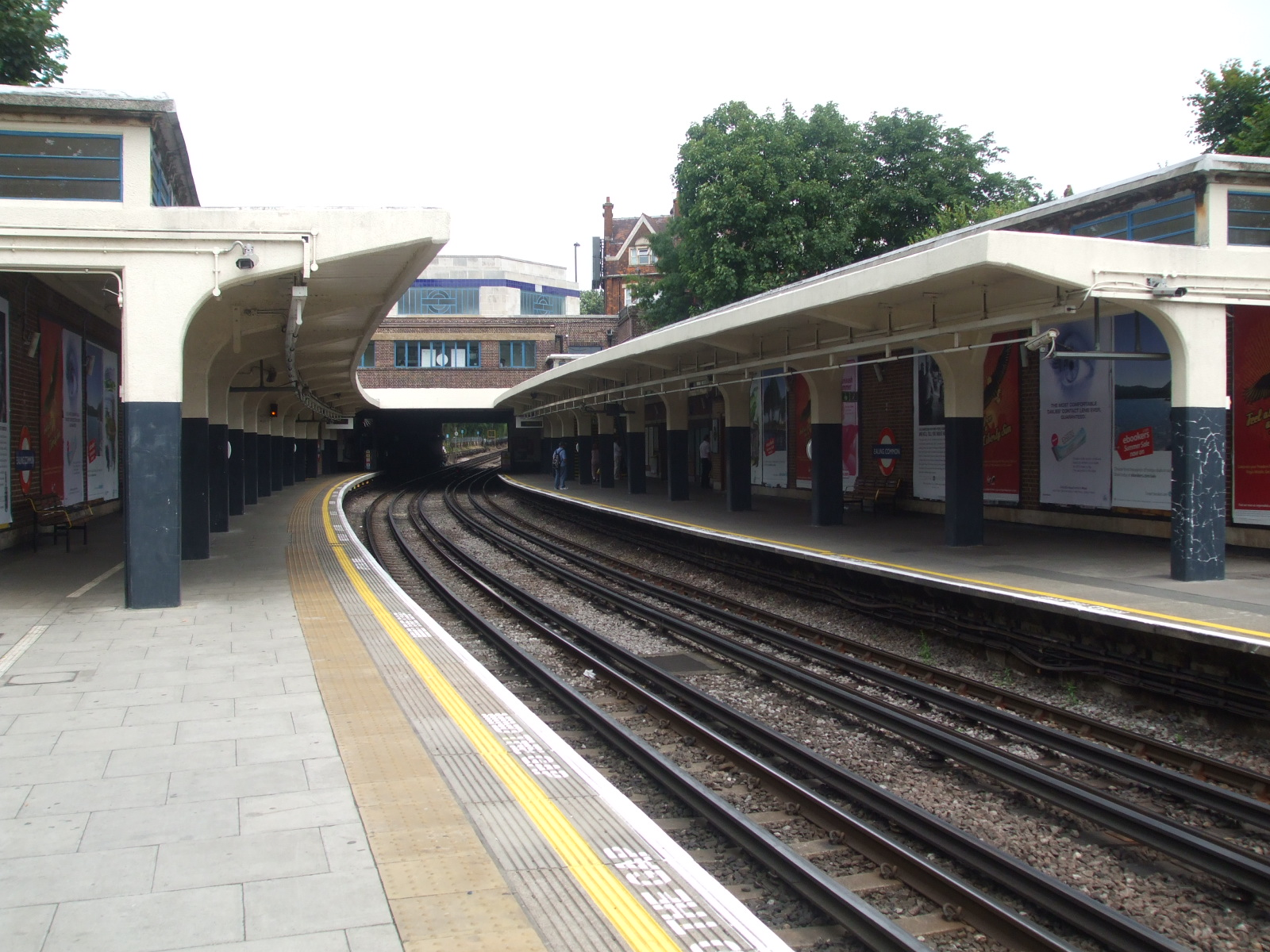
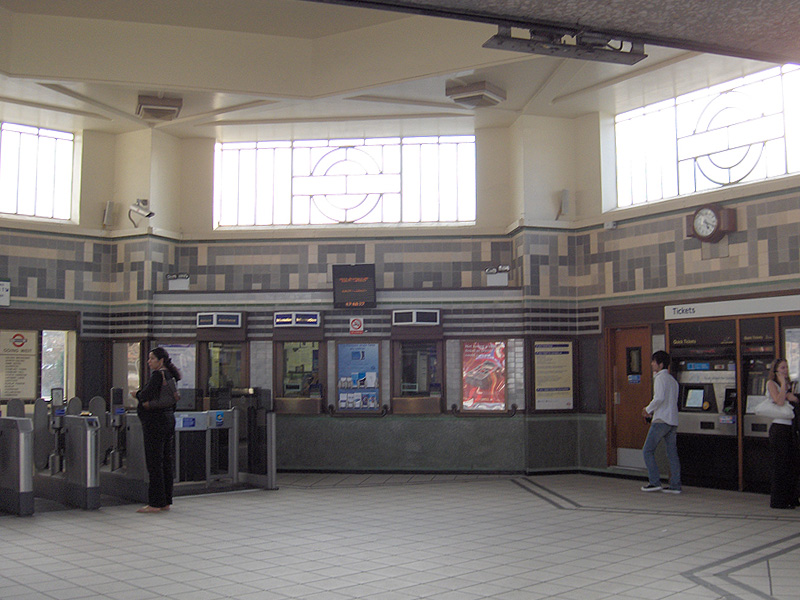
Wnętrze (wrzesień 2006)
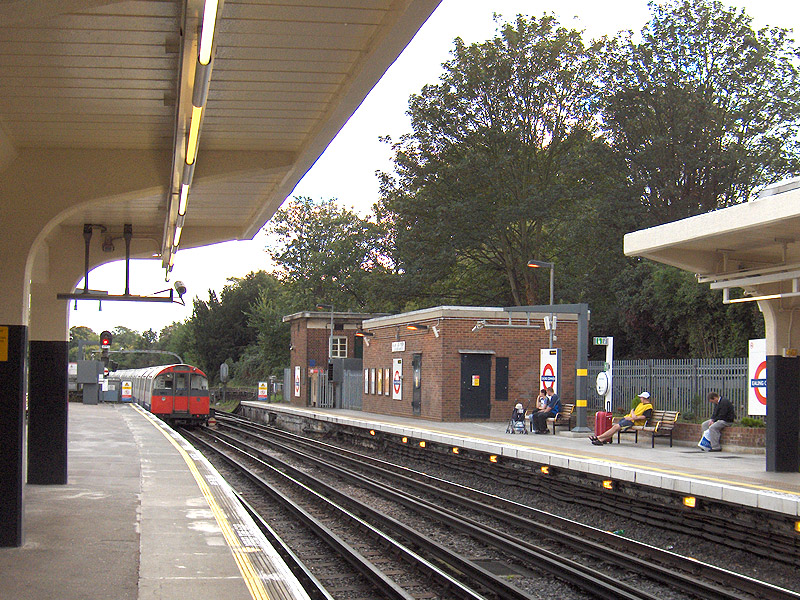
Odjazd pociągu Piccadilly line
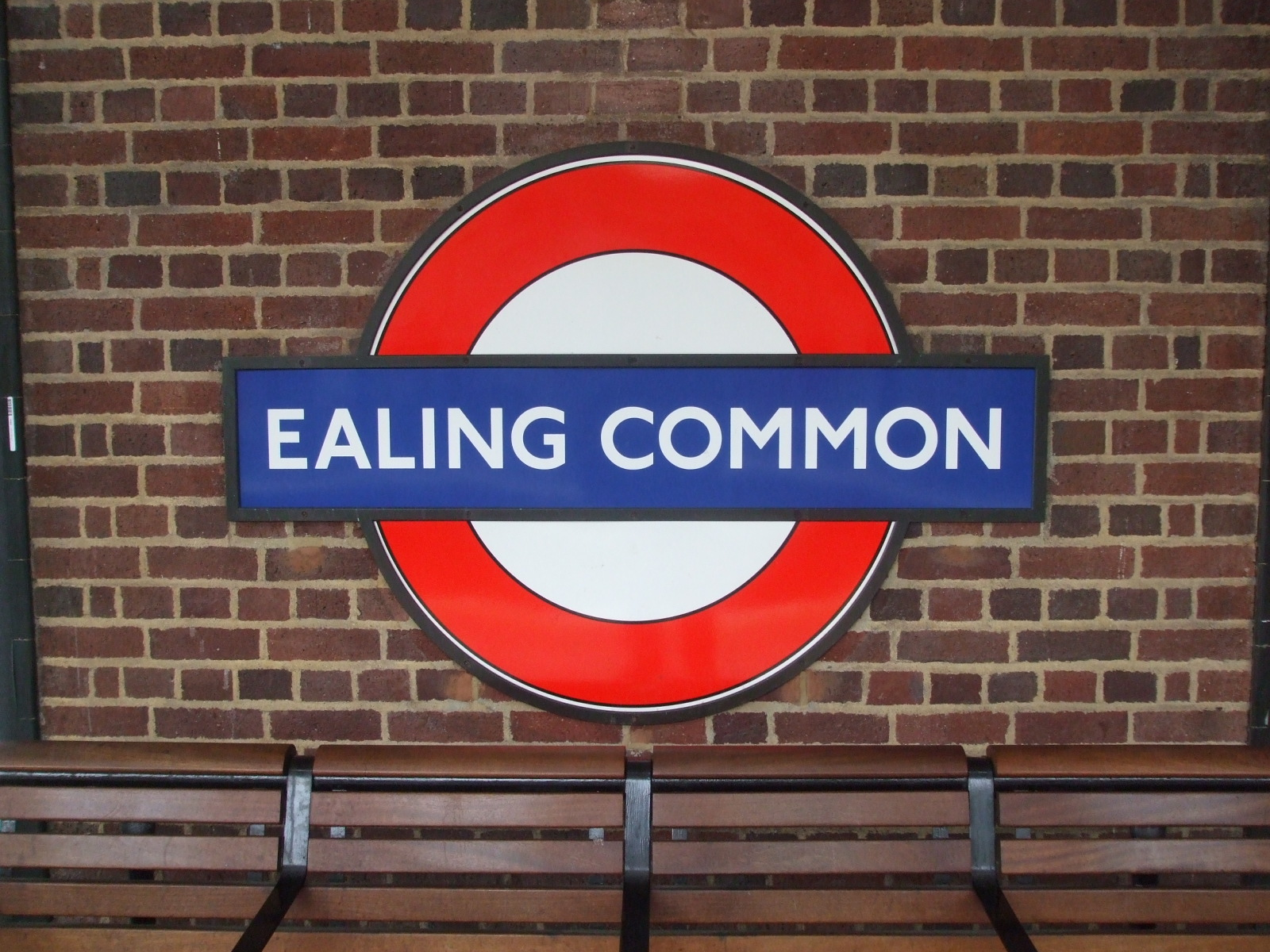